# Jean-Jacques de Beausobre
Pour les articles homonymes, voir Beausobre.
Jean-Jacques de Beausobre, né le 15 mars 1704 à Niort et mort en 1783 au château de Bisseuil, originaire de Morges, est une personnalité militaire suisse.

## Biographie
Fils de Jean de Beausobre, colonel au régiment de Courten, et de Jeanne, née de B.Célibataire, il devient cadet en 1716 au service du régiment de Courten. Il se distingue lors des guerres de Succession d'Autriche et de Pologne et lors de la guerre de Sept ans. En 1740, Jean-Jacques Beausobre fut créé par Louis XV baron de Beault et comte de Beausobre. 
En 1743 il obtint le commandement d'un régiment de hussards et, sous les ordres du maréchal de Saxe, participa aux sièges de Menin, Ypres et Furnes. Chargé du blocus de la ville de Gueldre en 1757, il fit capituler la place et en fut gouverneur jusqu'en 1761. Il atteint le grade de lieutenant général en 1759. Chevalier (1758), puis Grand-croix (1765) de l'Ordre de l'Aigle Rouge de Brandebourg.